# Vitório Chemin
Vitório Chemin (Imbituva, 9 de maio de 1950) é um enxadrista brasileiro que detém o título de MF. Formado em engenharia civil, foi quatro vezes Campeão Paranaense de Xadrez em 1971, 1972. 1974 e 2018.  Venceu o Campeonato Catarinense Absoluto em 1981 na cidade de Orleans.
Participou de treze finais de Campeonatos Brasileiros de Xadrez, destacando uma divisão de segundo/terceiro lugares em Fortaleza, 1971 e um vice-campeonato em Canela, 1987. Outro título importante de Vitório aconteceu em San Miguel de Tucumán, na Argentina no 1° Campeonato Panamericano por Equipes, em que o time brasileiro conquistou o 3° lugar. A equipe contava, além de Vitório Chemin que jogou no tabuleiro 2, com o  Mestre Internacional de Xadrez Herman Claudius van Riemsdijk no tabuleiro 3. Recentemente Vitório Chemin venceu a 2ª etapa do IV Circuito de Xadrez Rápido dos Campos Gerais - III Memorial Miguel Martelo.
Entre os dias 22 e 25 de novembro de 2018, Ricardo Chemin venceu o Campeonato Paranaense de Xadrez, repetindo o feito obtido anteriormente em 1974. O torneio contou com a participação de oito campeões paranaenses, incluindo o grande mestre Jaime Sunye Neto, heptacampeão brasileiro. A vitória marcou um intervalo de 44 anos entre os títulos de Chemin.